# Crescent Racing
Il Crescent Racing è un team inglese di motociclismo sportivo in attività dal 1996. Nel Campionato mondiale Superbike 2012 la sua denominazione completa a partire dalla gara di Donington è stata FIXI Crescent Suzuki. A partire dal 2016 diventa Pata Yamaha Official WorldSBK Team.

## Superstock 1000
Nella stagione 2001 partecipa alle ultime sei gare del Campionato europeo Superstock, fornendo una Suzuki GSX 1000R a James Ellison che conduce il campionato e si laurea campione di categoria per il secondo anno consecutivo.

## Supersport
Nel 2000 partecipa a due gare in territorio britannico del Campionato mondiale Supersport con il pilota locale Karl Harris ed una Suzuki GSX-R600. Harris riesce a chiudere nei primi dieci in entrambe le prove.

## Superbike
Dopo vari anni trascorsi nel British Superbike con alcune apparizioni nel Mondiale Superbike in qualità di wildcard, il team inglese decide di entrare a tempo pieno nel Mondiale Superbike a partire dalla stagione 2012. Per rendere più competitivo il team, viene siglato un accordo con il preparatore di moto giapponese Yoshimura Racing. I piloti scelti per il 2012 sono Leon Camier e John Hopkins. L'inizio stagione è però deludente con entrambi i piloti che lottano per le posizioni di rincalzo. Solo a Donington Park Leon Camier riesce ad ottenere un ottimo 4º posto in gara 2, migliorato poi dal terzo posto ottenuto in gara 2 al Nürburgring. Ciononostante Suzuki si piazza al sesto ed ultimo posto in classifica costruttori con soli 136,5 punti.
Nel 2013 viene confermato Camier, mentre al posto di Hopkins il team ingaggia il pilota francese Jules Cluzel, che l'anno precedente si è qualificato al secondo posto nel campionato Supersport. La squadra è più competitiva dell'anno precedente, tuttavia non riesce a lottare per le posizioni importanti. Il migliore risultato viene ottenuto nel Gran Premio di Gran Bretagna: Camier ottiene il terzo posto in gara 1 e Cluzel il secondo posto in gara 2. I piloti si classificano al decimo ed undicesimo posto in classifica portando la Suzuki al quarto posto in classifica costruttori con 243 punti.
Per il 2014 il team decide di puntare su altri piloti: viene ingaggiato il vicecampione mondiale Superbike del 2013 Eugene Laverty, proveniente dall'Aprilia ufficiale e Alex Lowes proveniente dal Campionato Britannico Superbike. Laverty stupisce tutti vincendo all'esordio Gara 1 del Gran Premio d'Australia a Phillip Island, davanti alle Aprilia ufficiali. Purtroppo il resto della stagione non sarà altrettanto fortunata, relegando, i piloti al decimo ed undicesimo posto in classifica finale. Un po' meglio la classifica costruttori che vede Suzuki piazzarsi al quinto posto con 234 punti.
Nel 2015 all'inglese Lowes viene affiancato il francese Randy de Puniet, mentre Laverty passa al campionato di MotoGP. La stagione é avara di successi, l'unico podio stagionale è il terzo posto ottenuto da Lowes nel Gran Premio di Thailandia. Suzuki chiude quinta in classifica costruttori con 163 punti. Già prima del termine della stagione viene annunciato il cambio di moto. Dalla stagione 2016 infatti, il team porta in pista la nuova Yamaha YZF-R1 supportato ufficialmente dalla casa costruttrice. Al riconfermato Lowes viene affiancato l'esperto pilota francese, già campione mondiale di categoria nel 2014 Sylvain Guintoli.
Nel 2017 il team è nuovamente portacolori ufficiale di Yamaha. Al riconfermato Alex Lowes viene affiancato il pilota olandese Michael van der Mark. Le prestazioni migliorano sensibilmente rispetto alla stagione precedenteː Yamaha infatti, grazie anche a sette piazzamenti a podio, si piazza terza in classifica costruttori. Nel 2018 il team si schiera con gli stessi piloti della stagione precedente nel Campionato mondiale Superbike. In questa stagione entrambi i piloti riescono a vincere, riportando Yamaha sul gradino più alto del podio, dove mancava dal 2011. Nel 2019 il Team inizia la terza stagione consecutiva con Lowes e Van Der Mark che chiudono la stagione rispettivamente al terzo e al quarto posto in classifica. Nel 2020 ad affiancare van der Mark c'è il pilota turco Toprak Razgatlıoğlu. I due chiudono al quarto e quinto posto in classifica mondiale conquistando quattro vittorie.
Nel 2021 ad affiancare il confermato Razgatlıoğlu è Andrea Locatelli, campione in carica della Supersport sempre con Yamaha. La bontà del mezzo consente a Razgatlıoğlu di conquistare il titolo mondiale andando a interrompere la striscia di sei titoli consecutivi ottenuti dal binomio Rea-Kawasaki. Per Yamaha si tratta del secondo titolo, dopo quello del 2009 vinto da Ben Spies ma con un altro team. Locatelli si classifica quarto nel mondiale, e miglior esordiente, contribuendo alla conquista del titolo costruttori per Yamaha, che mancava dalla stagione 2007.
Nel 2022 Locatelli è quinto nel mondiale mentre Razgatlıoğlu, dopo aver lottato per difendere il titolo fino al Gran Premio d'Indonesia, chiude secondo. Secondo posto in classifica a squadre per il Team. Nel 2023 Razgatlıoğlu contende nuovamente il titolo a Bautista fino al Gran premio finale di Jerez, mentre Locatelli, con otto piazzamenti a podio in stagione, chiude al quarto posto. Crescent si conferma al secondo posto nella classifica a squadre. Nel 2024 ad affiancare il confermato Locatelli è il sei volte campione Superbike Jonathan Rea. L'annata si rivela al di sotto delle aspettative, nessuna vittoria e solo qualche sporadico piazzamento a podio, e si conclude al quarto posto in classifica squadre.